# John O’Shea (Dartspieler)
John O’Shea (* 24. Juli 1975 in Dublin) ist ein irischer Dartspieler. Er gewann im Oktober 2019 mit der letzten Austragung des World Masters ein Major-Turnier der British Darts Organisation (BDO).

## Leben

### Ausbildung und Privatleben
Er kam als Sohn von Johnny und Margaret O’Shea in der irischen Hauptstadt Dublin zur Welt und wuchs im Süden des Landes in Cork auf. Noch heute lebt er im Stadtviertel Knocknaheeny. Im Jahr 1994 arbeitete er als Trainee in einem Programm der Training and Employment Authority (ga.: An Foras Áiseanna Saothair; FÁS) und war an der Sanierung des Jugend- und Gemeindezentrums von Knocknaheeny beteiligt.
Seit April 2017 ist er mit der Altenpflegerin Laura verheiratet. Das Paar hat vier gemeinsame Kinder: Kellie, Kenneth, Maise und Jake.

### Sportliche Karriere

#### Anfänge
O’Shea spielt seit 1995 Darts und betreibt den Sport als Amateur nicht professionell. Er wechselte im Laufe seiner Karriere mehrfach zwischen den beiden konkurrierenden Verbänden PDC und BDO hin und her.
Seinen ersten signifikanten Titel sicherte er sich im Juni 2010, als er mit einem Sieg über seinen Landsmann Connie Finnan das Ireland Players Championship Grand Final gewann. Im Halbfinale hatte er zuvor Daryl Gurney bezwungen. Mitte Januar 2011 nahm er in Wigan an der viertägigen Qualifying School zur PDC Pro Tour teil, kam dort allerdings jeweils nicht über die Runde der letzten 32 hinaus und erhielt keine Tour Card. Aufgrund von Sonderregelungen konnte er im Verlaufe des Jahres dennoch an einigen Turnieren der PDC Pro Tour 2011 teilnehmen – an den PDPA Players Championships im englischen Derby, im niederländischen Nuland sowie im irischen Killarney und an den UK Open Qualifiers. Ihm gelang die Qualifikation für die im Juni in Bolton ausgetragenen UK Open; dort musste er sich allerdings in der zweiten Runde Justin Pipe geschlagen geben.
Ende November 2016 nahm er an der Qualifikation zur BDO-Weltmeisterschaft 2017 teil, scheiterte aber in der vierten Runde an seinem Landsmann Steve Lennon. Wenige Tage später zog er Anfang Dezember in Frimley Green (Surrey) – unter anderem durch einen Sieg über den dreimaligen BDO-Weltmeister Martin Adams – in das Viertelfinale des World Masters ein. Dieses verlor er gegen Jamie Hughes. Bei der nächsten Austragung des Turnieres im September 2017 in Bridlington schied er in der vierten Runde aus. Unmittelbar danach bemühte sich O’Shea auch um die Teilnahme an der BDO-Weltmeisterschaft 2018, verlor in der Qualifikation diesmal aber bereits in der zweiten Runde. In Wigan spielte er im Januar 2018 in UK Qualifying School zur PDC Pro Tour, schied dort allerdings abermals in der Runde der letzten 32 aus. Da er keine Tour Card für die Pro Tour besaß und zudem die 2011 noch geltenden Sonderregeln keine Gültigkeit mehr hatten, blieb ihm lediglich die Teilnahme an der zweitrangigen PDC Challenge Tour. Zwischen Ende Januar und Anfang Mai 2018 nahm er an den ersten zwölf Wettbewerben dieser Turnierserie teil. Sein bestes Ergebnis war dabei ein Viertelfinale in Milton Keynes.

#### Internationaler Durchbruch
Seinen größten Erfolg feierte O’Shea im Oktober 2019 beim World Masters. Das prestigeträchtige Turnier mit 220 Teilnehmern – darunter die ehemaligen BDO-Weltmeister Martin Adams, Scott Waites und Scott Mitchell – wurde in der Circus Tavern von Purfleet (Essex) ausgetragen. Er ging als ungesetzter Spieler in den Wettbewerb und setzte sich gegen sieben Kontrahenten aus sechs Nationen durch, ehe er im Finale auf den Engländer Scott Waites traf. Diesen konnte er mit 6:4 nach Sätzen besiegen und sicherte sich somit den Titel und 18.000 Pfund Sterling Preisgeld. John O’Shea avancierte dadurch zum ersten Iren, der ein Major-Turnier (BDO und PDC) im Dartsport gewonnen hat. Er war auf Rang 219 der BDO-Weltrangliste in das World Masters gestartet und belegte nach seinem Sieg Rang 59. Seine Ergebnisse während des Turniers gestalteten sich wie folgt:
| №  | Runde         | Gegner               | Ergebnis (Sätze) | ⌀     |
| -- | ------------- | -------------------- | ---------------- | ----- |
| 1. | Runde 1       | Milan Slama          | 3 : 0            |       |
| 2. | Runde 2       | David Evans          | 3 : 1            |       |
| 3. | Runde 3       | Jacques Labre        | 3 : 1            |       |
| 4. | Runde 4       | Justin Hood          | 3 : 1            | 78,18 |
| 5. | Achtelfinale  | Willem Mandigers     | 3 : 1            | 97,25 |
| 6. | Viertelfinale | Neil Duff            | 4 : 1            | 84,17 |
| 7. | Halbfinale    | Mario Vandenbogaerde | 5 : 1            | 91,55 |
| 8. | Finale        | Scott Waites         | 6 : 4            | 88,89 |

In Anerkennung seiner Leistung wurde er am 10. Dezember 2019 von John Sheehan, dem Lord Mayor von Cork, empfangen. Aufgrund seines Erfolges beim World Masters erhielt O’Shea eine Wildcard für die BDO-Weltmeisterschaft 2020 im The O2 in London. Dort scheiterte er im Januar allerdings bereits in der Vorrunde mit 2:3 Sätzen gegen den Schweden Andreas Harrysson. O’Sheas Drei-Dart-Average von 75,38 war dabei der niedrigste des gesamten Turnieres. Einige Tage später trat er in Wigan – zum dritten Mal nach 2011 und 2018 – zur UK Qualifying School der PDC Pro Tour an. Wie bereits bei den vorherigen Versuchen schied er auch diesmal spätestens in der Runde der letzten 32 aus. Daraufhin spielte er in der anschließenden Woche in der gleichen Stadt noch in drei Turnieren der PDC Challenge Tour, jeweils ohne nennenswerten Erfolg.
Aufgrund der Insolvenz sowie der anschließenden Liquidation der BDO im Sommer 2020 hatte O’Shea keine Gelegenheit, seinen World-Masters-Titel zu verteidigen. Stattdessen steht er als letzter Sieger dieses traditionsreichen Turnieres in den Ergebnislisten. Im Dezember 2020 gehörte er zu den Gründungsmitgliedern der neuen Vereinigung Modern Amateur Darts (MAD), die ihre Titel – ähnlich wie beim Boxen – nach dem Herausforderungsprinzip vergibt.
Bei der PDC Qualifying School 2021 erreichte O’Shea die Final Stage. Dort gelang es ihm allerdings nicht, sich eine Tour Card zu sichern. Er spielte daraufhin vermehrt wieder die Turniere der World Darts Federation, ohne dabei stark auf sich aufmerksam zu machen.
Im Januar 2022 spielte er sich bei der UK Qualifying School in Milton Keynes in die Final Stage und erhielt über die UK Q-School Order of Merit erstmals eine Tour Card für die PDC Pro Tour. Somit war O’Shea für die UK Open qualifiziert, bei denen er in der ersten Runde Nathan Rafferty mit 60 besiegte, bevor er in der zweiten Runde auch Peter Hudson schlagen konnte. In der dritten Runde unterlag er dann Maik Kuivenhoven mit 1:6. Seine erste Teilnahme an der European Darts Tour spielte O’Shea beim German Darts Grand Prix 2022, wo er aber kein Spiel gewann.
Am 10. Mai 2022 zog O’Shea beim Players Championship Nummer 14 ins Finale ein. Auf dem Weg dorthin besiegte er nacheinander Nick Fullwell, Nathan Aspinall, Damian Mol, Ross Smith, Maik Kuivenhoven und Dave Chisnall, bevor er im Finale auf Michael Smith traf und mit 5:8 verlor. Ein Achtelfinale gelang O’Shea noch auf der Pro Tour, sodass er sich für die Players Championship Finals qualifizierte. Er gewann jedoch gegen Jonny Clayton kein Leg.
Bei der PDC World Darts Championship 2023 war O’Shea über die PDC Pro Tour Order of Merit dabei und traf in Runde eins auf Darius Labanauskas. O’Shea verspielte in diesem Spiel eine 2:0-Führung und unterlag mit 2:3. Bei den UK Open 2023 startete O’Shea in Runde zwei, gewann aber erneut seinen Auftakt nicht. Auf der anschließenden PDC Pro Tour kam er nicht weiter als Runde drei und verfehlte somit die Qualifikation für weitere Majors. Am Ende der Saison 2023 stand O’Shea auf Rang 76 in der PDC Order of Merit, sodass er seine Tour Card wieder abgeben musste.
Bei der Q-School 2024 startete er damit in der Final Stage. Insgesamt gewann er dabei sechs Spiele. Mit nur drei Ranglistenpunkten verfehlte er den Rückgewinn der Tour Card jedoch klar. Bei der darauffolgenden Challenge Tour-Saison stand O’Shea in zwei Viertelfinale und zwei weiteren Achtelfinale. In der Challenge Tour Order of Merit 2024 stand O’Shea am Ende auf Rang 43.
Er nahm daraufhin auch wieder an der Q-School 2025 teil. Er erspielte sich dabei per Tagessieg für die Final Stage, wo er am ersten um am dritten Tag das Achtelfinale, wodurch er vier Punkte für die Rangliste gewann. Für eine Tour Card reichte dies jedoch nicht.

## Statistik

### Turniersiege (Auswahl)
- Tramore Spring Festival: 2005, 2016
- Tramore Autumn Festival: 2010
- Ireland Players Championship Grand Final: 2010
- Irish Masters: 2015, 2018
- BDO-World Masters: 2019

### Rekorde
- Seinen bislang höchsten Drei-Dart-Average in einem Turnierspiel erreichte O’Shea am 8. August 2021 in Milton Keynes im Rahmen des sechsten Wettbewerbes der PDC Challenge Tour 2021: In der dritten Runde gelang ihm gegen den Engländer Robert Rickwood ein Average von 108,91.

### Bilanz bei Major-Turnieren
Die folgende Tabelle gibt O’Sheas Ergebnisse bei den wichtigsten Wettbewerben der unterschiedlichen Verbände wieder. Der Übersicht halber sind nur jene Major-Turniere aufgeführt, an denen er mindestens einmal teilgenommen hat.
| Turnier                              | 2009  | 2010 | 2011  | 2012 | 2013  | 2014 | 2015  | 2016 | 2017  | 2018 | 2019              | 2020                   | 2021                   | 2022                   | 2023                   |
| ------------------------------------ | ----- | ---- | ----- | ---- | ----- | ---- | ----- | ---- | ----- | ---- | ----------------- | ---------------------- | ---------------------- | ---------------------- | ---------------------- |
| British Darts Organisation (BDO)     |       |      |       |      |       |      |       |      |       |      |                   |                        |                        |                        |                        |
| Weltmeisterschaft                    | –     | –    | –     | –    | –     | –    | –     | –    | –     | –    | –                 | VR                     | nicht mehr ausg.       | nicht mehr ausg.       | nicht mehr ausg.       |
| World Masters                        | R 1   | –    | –     | –    | –     | –    | –     | VF   | R 4   | –    | S                 | nicht mehr ausgetragen | nicht mehr ausgetragen | nicht mehr ausgetragen | nicht mehr ausgetragen |
| World Darts Federation (WDF)         |       |      |       |      |       |      |       |      |       |      |                   |                        |                        |                        |                        |
| Europe Cup – Einzel                  | n. a. | –    | n. a. | –    | n. a. | –    | n. a. | –    | n. a. | VF   | nicht ausgetragen | nicht ausgetragen      | nicht ausgetragen      | –                      | n. a.                  |
| Professional Darts Corporation (PDC) |       |      |       |      |       |      |       |      |       |      |                   |                        |                        |                        |                        |
| Weltmeisterschaft                    | –     | –    | –     | –    | –     | –    | –     | –    | –     | –    | –                 | –                      | –                      | –                      | R 1                    |
| UK Open                              | –     | –    | R 2   | –    | –     | –    | –     | –    | –     | –    | –                 | –                      | –                      | R 3                    | R 1                    |
| Players Championship Finals          | –     | –    | –     | –    | –     | –    | –     | –    | –     | –    | –                 | –                      | –                      | R 1                    |                        |

| Legende | Legende                        | Legende | Legende                       | Legende | Legende                  | Legende | Legende                       |
| ------- | ------------------------------ | ------- | ----------------------------- | ------- | ------------------------ | ------- | ----------------------------- |
| –       | nicht teilgenommen             | VR      | ausgeschieden in der Vorrunde | R #     | ausgeschieden in Runde # | AF      | ausgeschieden im Achtelfinale |
| VF      | ausgeschieden im Viertelfinale | HF      | ausgeschieden im Halbfinale   | F       | Finalist                 | S       | Sieg                          |

## Weltmeisterschaftsresultate

### BDO
- 2020: Vorrunde (2:3-Niederlage gegen  Andreas Harrysson)

### PDC
- 2023: 1. Runde (2:3-Niederlage gegen  Darius Labanauskas)